# Il dono dell'Aquila
Il dono dell'Aquila è il sesto libro dell'antropologo Carlos Castaneda in ordine cronologico, e il secondo da lui scritto dopo la misteriosa scomparsa del suo maestro di stregoneria don Juan Matus.
Egli vi descrive il modo in cui riuscì a rievocare alcuni eventi dell'apprendistato presso don Juan e del suo seguito, che erano stati da lui dimenticati perché avvenuti in uno stato di coscienza non ordinario, definito «consapevolezza del lato sinistro», diverso da quello abituale della normale quotidianità appartenente invece al cosiddetto «lato destro».
Il ricordo di tali eventi erano incentrati su un'enigmatica quanto allegorica figura dell'Aquila, cioè di quel potere «che governa il destino di tutti gli esseri viventi».
(Carlos Castaneda, Il Dono dell'Aquila, pag. 175)

## Narrazione
La narrazione riprende dal punto in cui era terminato il libro precedente, che vedeva Castaneda nel ruolo di nuovo capo o Nagual dei seguaci di don Juan, tra cui i tre «Genaros» (Pablito, Nestor, Benigno), la Gorda, e le «sorelline» (Lidia, Josefina e Rosa), le quali continuavano a mostrare nei suoi riguardi un atteggiamento piuttosto ostile.

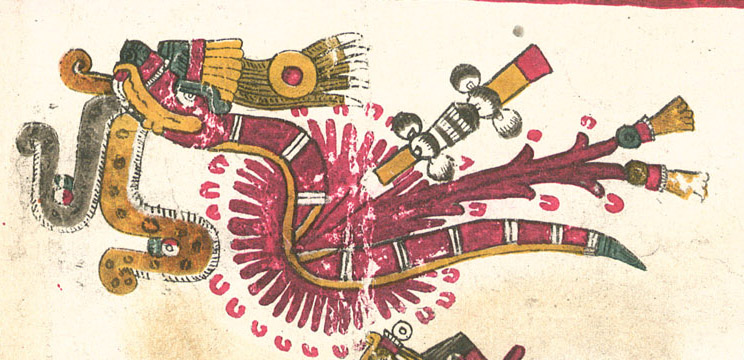
Il serpente piumato della tradizione mesoamericana.

Insieme costoro formavano una sorta di organismo vivente, un serpente come quello piumato della tradizione tolteca, diviso in quattro coppie:
1. Castaneda e la Gorda costituivano la testa, fredda e calcolatrice;
2. Nestor e Lydia il cuore, saldo e leale;
3. Pablito e Josefina il ventre, incostante e lunatico;
4. Benigno e Rosa la coda, con i tipici sonagli.

A seguito di vari presagi, tra cui alcuni sogni e un segnale che Castaneda e la Gorda ritennero inviato loro da don Juan e don Genaro in persona, presumendo di averli intravisti nella semioscurità di una sera a Oaxaca nelle sembianze di due contadini, il gruppo si convinse che era tempo di abbandonare le loro abitazioni e cambiare vita, al fine di perdere la «forma umana» ed entrare in nuovi stati di consapevolezza.

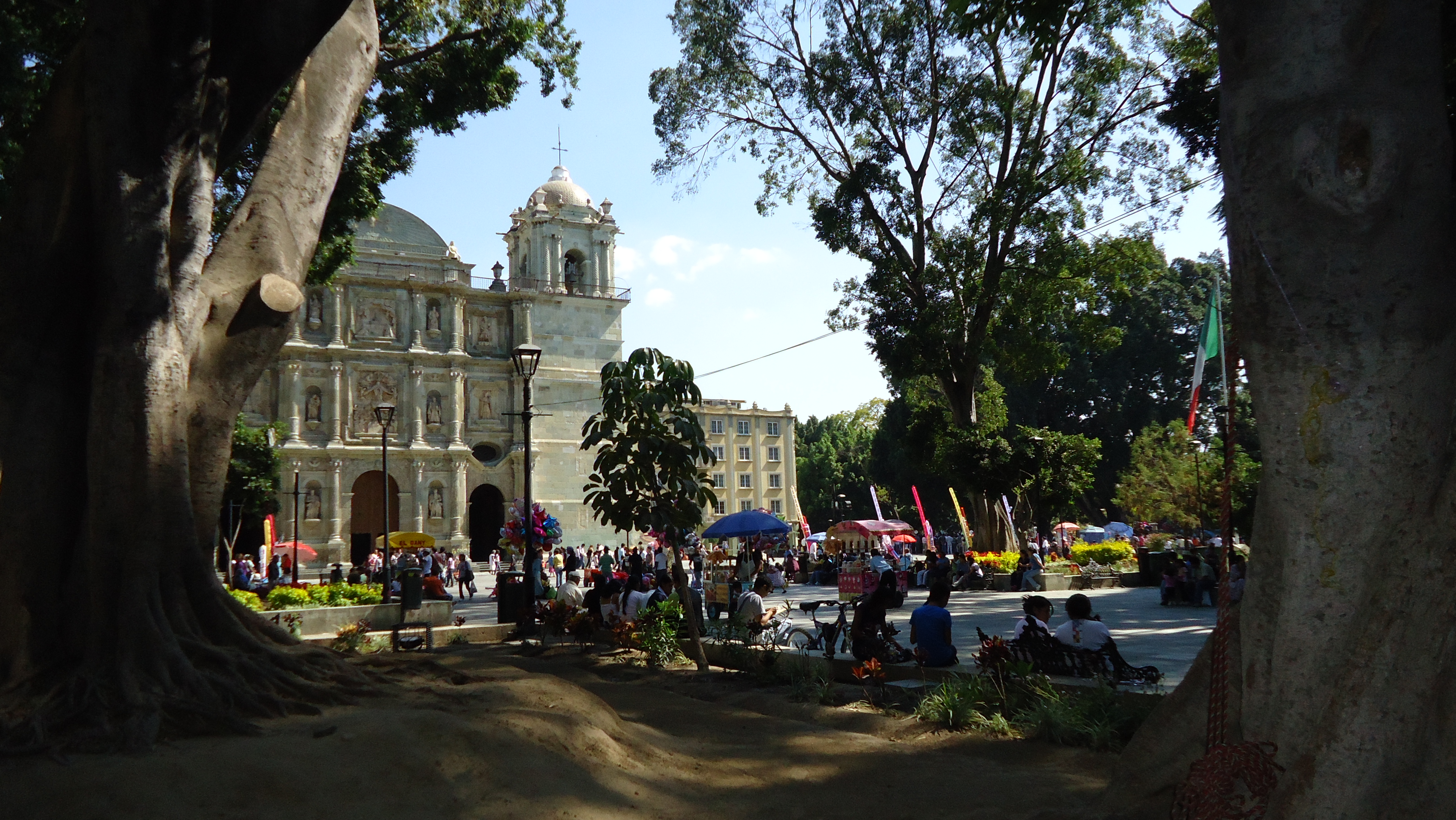
La piazza centrale di Oaxaca, dove don Juan amava sedersi sulla sua panchina preferita.

Cominciarono inoltre ad emergere strani ricordi riguardanti le vite di ognuno di loro, mai affiorati prima alla coscienza, a partire da un episodio nella stessa Oaxaca in cui Castaneda e la Gorda ebbero una visione simultanea delle persone presenti alla plaza centrale come di bolle o uova luminose, che li riportò alla sensazione di avere già visto insieme altre volte in maniera chiaroveggente, in un tempo anteriore alle loro memorie comuni.
Dopo l'addio a Dona Soledad, loro anziana compagna, la quale mise al corrente l'antropologo della presenza in ogni persona dei due lati, sinistro e destro, che si trovano come su due «linee parallele», i componenti del gruppo avvertirono l'esigenza di liberarsi da un peso opprimente del passato recandosi in un «luogo di potere» situato in una casa di una città tra le montagne del Messico centrale, in cui razionalmente presumevano di non essere mai stati, ma che risvegliò una serie di ricordi inspiegabili, legati a un senso di forte tristezza e nostalgia.

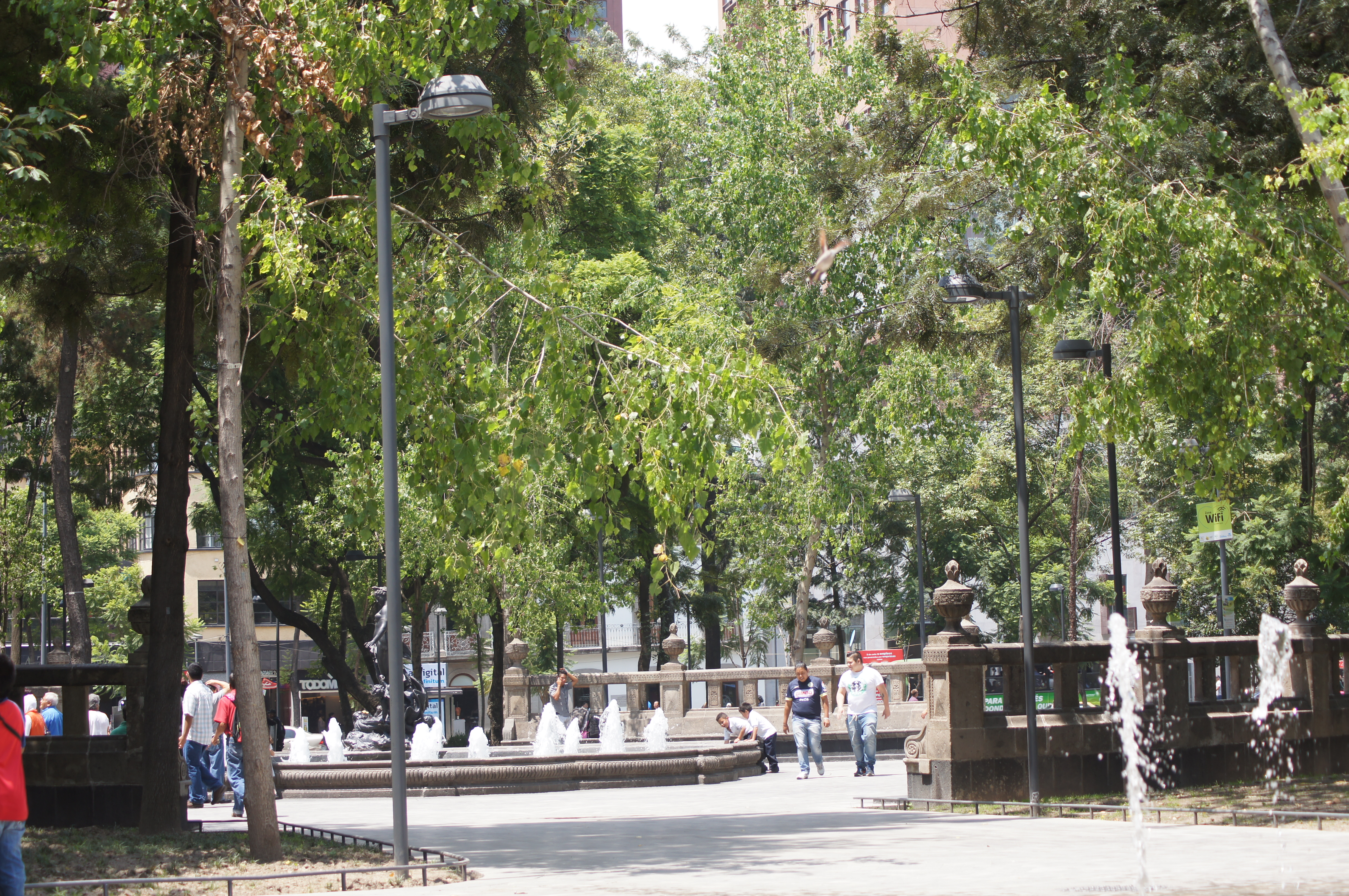
Parco Alameda a Città del Messico, dove il gruppo si accanì come «un'orda di stregoni inferociti» contro Castaneda, fino a consumare la loro rottura.

Rievocando tali ricordi situati oltre un muro di nebbia, seppero che si trattava della casa di Silvio Manuel, un nome di persona mai sentito prima ma che incuteva terrore e spavento perché associato alla tenebra. In quella stessa città un vecchio ponte, simboleggiante il passaggio verso un altro mondo, ridestò dall'amnesia una scena con Silvio Manuel che li attendeva all'estremità opposta per divorarli.
Dopo una tappa a Veracruz, in cui risollevarono il morale, si recarono a Città del Messico. Qui, nel Parco Alameda, discussero su quanto era loro accaduto: tempo addietro, presumibilmente, erano stati fatti passare attraverso le linee parallele dal lato destro, quello del tonal, al lato sinistro, quello del nagual, in cui avevano vissuto esperienze e situazioni poi dimenticate una volta tornati sul lato destro. Emerse come Castaneda fosse stato in realtà l'assistente di Silvio Manuel, del suo spirito opprimente, e fu accusato di non essere il capo adatto per quel gruppo. La loro separazione fu inevitabile.

### L'arte delsognare
In seguito, dopo che gli altri si furono stabiliti in varie parti del Messico, Castaneda mantenne rapporti solo con la Gorda. Mesi più tardi, nella sua dimora di Los Angeles, una mattina fu assalito improvvisamente da uno strano dolore che lo percorse da capo a piedi, e fu allora che seppe dalla Gorda di avere perso definitivamente la forma umana: aveva rinunciato alle sue difese, acquisendo un senso di pace e di distacco capace di farlo immergere senza pregiudizi negli eventi della vita.
In questo nuovo stato, fluirono più facilmente vari ricordi in contrasto con la normale sequenza cronologica della sua esistenza, il primo dei quali fu quello di una donna che aveva da sempre assistito lui e la Gorda: si trattava della donna Nagual, l'essere più importante che costoro avessero mai conosciuto, controparte femminile di don Juan con la quale avevano convissuto in quella casa misteriosa del Messico centrale, eppure di cui si erano completamente dimenticati.
- Veglia riposante: percezione di una luce rossastra nelle palpebre chiuse;
- Veglia dinamica: visione di una scena statica, riguardante una persona o un paesaggio;
- Testimonianza passiva: osservazione dell'evento mentre si svolge;
- Iniziativa dinamica: entrata in azione prendendo l'iniziativa nel sogno.

Per rivangare ulteriormente le memorie occulte del loro «altro» e ricomporre così la totalità di se stessi, Castaneda e la Gorda decisero di iniziare un apprendistato per provare a sognare insieme, ritrovandosi cioè entrambi all'interno di un sogno e viverne le medesime situazioni oniriche. In una di queste Castaneda rievocò un episodio reale in cui si prendeva cura della Gorda quando era grassa, sebbene lui (nella coscienza del lato destro) non l'avesse mai conosciuta prima che diventasse snella.
Insieme riepilogarono inoltre varie tecniche del sognare, tra cui: la pratica del non-fare, con la quale cioè astenersi dal «dialogo interno» della mente, per riuscire a concentrare la cosiddetta «seconda attenzione», quella del «proprio altro», e che costituisce il residuo di coscienza nel sonno, rivolgendola verso la punta dello sterno sopra lo stomaco; i quattro passi da eseguire; il direzionamento dell'energia per sognare chiamata volontà, attraverso l'intento; lo spostamento dell'attenzione sul «corpo sognante» per trasferirsi dentro di esso ed apprenderne le sensazioni, come ad esempio quella di volare, per esserne poi capaci di riprodurle da svegli.
Dopo altri tentativi di allenare la seconda attenzione attraverso i sogni, in cui capitò loro anche di superare le linee parallele e visitare un mondo intermedio detto «limbo», fatto di un paesaggio desolato con sterminate dune gialle, si chiarì infine ogni ricordo del lato sinistro; mettendo questo in comunicazione col lato destro, Castaneda e la Gorda furono in grado di rammentare chi fossero veramente don Juan e i suoi compagni, cosa avessero fatto loro, e dove fossero andati dopo la loro scomparsa. All'esposizione di questi ricordi è dedicata la restante parte del libro.

## Il dono dell'Aquila
Il primo dei ricordi esposti da Castaneda riguarda la «regola del nagual», incentrata sulla figura dell'Aquila, metafora per indicare il potere che governa tutti i viventi: questi vengono emanati come fiammelle dall'Aquila, per esserne alla fine divorati, poiché la loro consapevolezza costituisce il suo cibo.
Ma l'Aquila ha elargito loro un dono, la possibilità di liberarsi da questo destino di morte perpetuando ognuno la propria consapevolezza individuale; a tal fine essa ha creato un Nagual duplice, un uomo e una donna veggenti, per guidare gli altri viventi verso la libertà attraverso l'uso della regola.

Mappa della rosa dei venti, che si rispecchia nella conformazione dei seguaci di uno stregone Nagual.

Questa prevede un seguito di quattro donne cacciatrici esperte nell'agguato, corrispondenti alle qualità dei quattro punti cardinali (o quattro venti, quattro umori, ecc.), e altrettante sognatrici, a cui si aggiungono quattro uomini: tre guerrieri più un «messaggero» (assistente privo di autonomia). Completano la compagnia ulteriori tre messaggeri, indifferentemente maschi o femmine. Comprendendo anche l'uomo Nagual, si forma così un totale di sedici persone, esclusa la donna Nagual che viene invece condotta nell'«altro mondo» a fungere da faro o da richiamo.
Al gruppo viene imposto l'oblio della regola per poterla poi ognuno ricordare da sé; prima di raggiungere infine la donna Nagual nel viaggio definitivo, i componenti avrebbero dovuto trovare un'altra coppia di Nagual e aiutarli a formare un nuovo seguito, affinché lo stesso ciclo continui a ripetersi ogni volta daccapo.
Don Juan aveva sottolineato la natura pratica, non mitologica, della regola, da rispettare come una mappa. Castaneda descrive quindi i componenti del gruppo di don Juan, che era una copia di quello del suo predecessore Juliàn, i quali gli erano stati presentati mentre si trovava nella consapevolezza del lato sinistro, cominciando da sud verso nord secondo il modo di procedere del potere:
- Sud, corrispondente alla notte, in una casa di campagna nel Messico centrale:
  - Sognatrice: Cecilia, dalla forte corporatura e di colorito molto scuro;
  - Cacciatrice: Delia, simile all'altra ma più chiara;
  - Messaggero: Emilito, uomo snello, maturo ma dall'aspetto giovanile, cordiale e loquace;
  - Messaggera: Teresa, sui trent'anni, all'apparenza figlia delle altre due.

- Est, corrispondente al mattino, gruppo conosciuto nella città di Zacatecas:
  - Cacciatrice: Carmela, piuttosto anziana;
  - Sognatrice: Hermelinda, più giovane;
  - Guerriero: don Vicente, il più anziano di tutti, colto ed esperto erborista;
  - Messaggero: Juan Tuma, un indio alto e scuro, dal temperamento loquace, che intrattenne Castaneda sui raggi di luce della Terra, analoghi ai punti luminosi del corpo umano.

- Ovest, corrispondente alla sera, nella casa di una città del Messico settentrionale:
  - Sognatrice: Zuleica, che al primo incontro con Castaneda si finse pazza e sregolata;
  - Cacciatrice: Zoila, come la precedente, ma entrambe a lungo andare si dimostrarono le più lucide di tutta la compagnia;
  - Silvio Manuel: piccolo e di bassa statura, di sera imperscrutabile e inquietante, di giorno si trasformava diventando simpatico e gioviale;
  - Messaggera: Marta, giovane e molto simpatica.

- Nord, corrispondente al mezzogiorno, gruppo conosciuto nel centro di Guadalajara:
  - Sognatrice: Nelida, signora raffinata, dall'aspetto francese o del Nord Italia, che finse di urtare Castaneda per caso, facendo cadere dei pacchi appena acquistati;
  - Cacciatrice: Florinda, quasi sosia di Nelida, esperta nell'agguato, prima del seguito di don Juan e importante guida di Castaneda;
  - Guerriero: Genaro Flores, uomo d'azione del gruppo, che nell'occasione si finse servitore di Nelida.

### La donna Nagual
Castaneda rammentò inoltre i racconti di don Juan sul modo in cui venne trovata la donna Nagual del seguito di quest'ultimo, ad opera del suo benefatore Juliàn. Costui mise in atto alcune tecniche di agguato fingendosi cattolico praticante, per attrarre nel gruppo del suo allievo la figlia di un esponente della borghesia urbana, di nome Olivia.
Lei divenne la controparte femminile di don Juan, e seguendo la regola dovette lasciare il mondo insieme a don Juliàn per dissolversi nella consapevolezza totale, mentre il resto del gruppo avrebbe dovuto trovare una nuova coppia di esseri Nagual.
Quando ormai ebbero perso ogni speranza di trovarne una adatta, e ritenersi così liberi dalla propria missione, don Juan si imbatté in Castaneda come nuovo uomo Nagual. Riuscì a trovare anche una donna che lo completasse, adescandola con l'arte dell'agguato fingendosi un povero vecchio indio, bisognoso di aiuto per espletare delle pratiche burocratiche. Portatala a casa sua col pretesto di un invito, con un colpo sulla schiena la fece entrare nel lato sinistro, e la iniziò alla regola.

### L'apprendistato presso Silvio Manuel
Dopo che anche Lydia, Josefina, la Gorda, Rosa, Nestor, Pablito e Benigno si aggiunsero al nuovo seguito di Castaneda, insieme al messaggero Emilito e alla cacciatrice Soledad, erano emersi tuttavia vari problemi e incongruenze rispetto alla regola, tra cui il fatto che Castaneda, oltre a denotare scarsa vitalità, non sembrasse il Nagual adatto a questi apprendisti, avendo un corpo luminoso «triforcuto», cioè dotato di tre compartimenti anziché quattro come le consuete configurazioni dei capi Nagual, sicché sembrava appartenesse a un'altra specie, diversa da quella in cui era stato inserito.

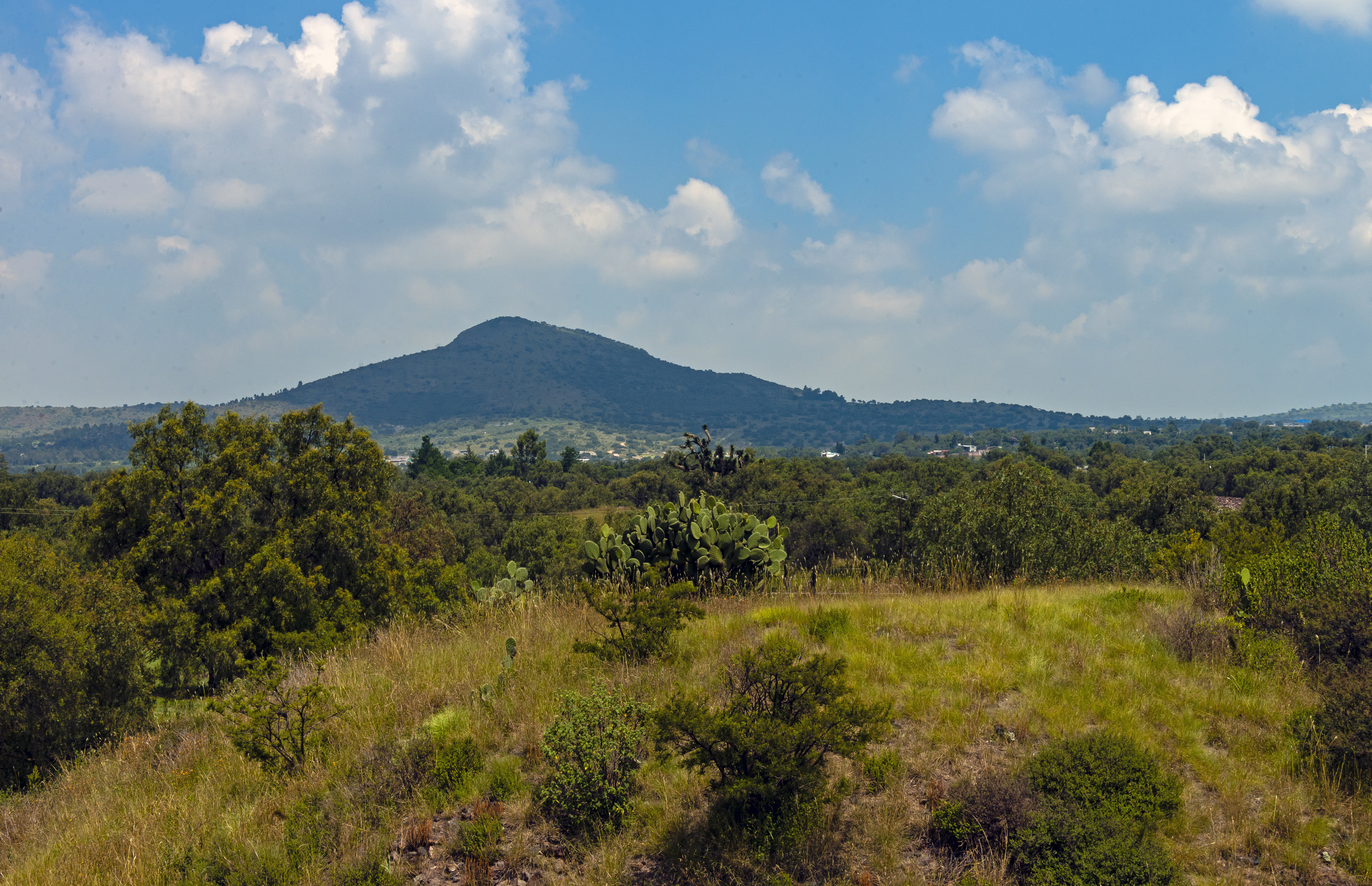
Montagne nel Messico centrale, sfondo abituale delle avventure di Castaneda.

Silvio Manuel allora lo assunse sotto la propria protezione, e mise in atto un piano ricevuto in sogno, per condurre l'antropologo nella seconda attenzione attraverso varie azioni dette di non-fare, cioè sperimentando forme non usuali di percezione. Una prima serie di tre esercizi consisteva nel restare chiusi in una cassa lui e la Gorda per un certo tempo, poi nel mantenersi sdraiati a terra su un lato per tutta una notte, e infine nel farsi sospendere in aria su un'imbracatura appesa a un albero per rendersi indipendenti dal suolo.
In una successiva serie di esercizi, più complessi, Castaneda con la Gorda, Silvio Manuel e la donna Nagual oltrepassarono le «linee parallele» al di là del muro di nebbia, ritrovandosi nella pianura giallastra e desolata del «limbo». Dopo esservi tornati più volte, in un'occasione Castaneda vi fu condotto da Eligio, il migliore dei nuovi apprendisti, al fine di penetrare in qualcosa di imprecisato definito «gloria», senza tuttavia che l'antropologo vi riuscisse.
Silvio Manuel volle infine preparare Castaneda per la «terza attenzione», quella della consapevolezza totale, cercando di fargliela raggiungere d'un balzo, con l'attraversamento di un ponte come simbolo di tale passaggio, situato nella città della loro dimora nel Messico centrale: egli aprì una sorta di fessura, ma Castaneda rischiò di disintegrarsi e quasi di morire, per la sua scarsa consapevolezza che sotto la pressione fisica dell'Aquila stava per essere completamente spremuta.
Quando Castaneda si riebbe non vide più i suoi compagni, perché avrebbe dovuto perfezionare da solo la sua attenzione, per poterli rivedere in seguito, e ricordare tali eventi del lato sinistro nella consapevolezza normale.

### L'apprendistato presso Zuleica
Da allora, mentre don Juan si incaricava di impartirgli istruzioni nella consapevolezza consueta del lato destro, quelle riportate nei suoi libri precedenti, fu Zuleica ad occuparsi del suo lato sinistro, insegnandogli la complessità del sognare, con cui lo aiutò a sganciarsi dalle emanazioni della terra, che determinano la prima attenzione (appartenente al corpo fisico), per sintonizzarsi con le emanazioni dell'universo, proprie della seconda attenzione e della consapevolezza nascosta (appartenente al corpo luminoso).
Nel buio della sua casa Zuleica gli trasmise varie tecniche, come entrare una macchia di colore rossastro; massaggiare un punto del corpo luminoso situato al di fuori dello stomaco fisico (e sopra l'ombelico), dove si raduna la seconda attenzione; produrre un incavo in questo bozzolo di energia per avvicinarlo al corpo materiale e renderlo così più controllabile; spostare la consapevolezza nella parte inferiore della pancia per muoverla come se vi fosse attaccata una scopa; provare la sensazione di venire piegati in due e arrotolati, come se i piedi toccassero la fronte, per unire i due stati di consapevolezza, ecc.
Con la pratica, il corpo sognante di Castaneda, che si ritrovò insieme a quello della Gorda e di Josefina, fu messo in grado di compiere viaggi nell'ignoto verso mondi ultraterreni, durante i quali visitarono un oggetto celeste meravigliosamente illuminato da due astri.

### L'apprendistato presso Florinda
Don Juan aveva condotto infine Castaneda, sempre nel suo stato sinistro di consapevolezza, a far pratica da Florinda Matus, cacciatrice esperta dell'arte dell'agguato, di cui costei gli illustrò tre precetti, fondati sul mistero imperscrutabile del mondo, ed i sette princìpi.
1. È il guerriero a scegliere sempre il proprio campo di battaglia;
2. abbandonare il superfluo per concentrarsi totalmente sulla battaglia;
3. un guerriero è sempre pronto alla battaglia, ma mai senza un piano prestabilito;
4. il guerriero sa rilassarsi e lasciarsi andare, per recuperare le forze;
5. di fronte a situazioni più grandi di lui, il guerriero si ritira momentaneamente;
6. i guerrieri non sprecano neppure un istante di tempo;
7. un guerriero non si mostra mai in prima fila.[3]

Donna franca, sciolta e gioviale, gli raccontò i segreti della sua vita, che in quanto donna non era tenuta a mettere in serbo.
Nata in una famiglia ricca e agiata, godette della propria bellezza fin quando, sei mesi dopo essersi sposata, si era ammalata improvvisamente per la stregoneria di una rivale in amore. Portata da una guaritrice, questa demolì non solo il suo orgoglio, ma anche l'arroganza di suo marito Celestino che non sopportava di vedere la moglie altolocata affidata alle cure alternative di un'india in cui non credeva.
Questa guaritrice, facente parte del seguito di don Juan, era assistita da un finto vecchietto che sarebbe divenuto in realtà il benefattore di Florinda, insegnandole l'arte dell'agguato, punto di forza dei cacciatori, suddiviso in tre tecniche:
1. soggiornare in una sorta di bara o scatolone per un certo tempo;
2. effettuare una «ricapitolazione» completa della propria vita;[6]
3. apprendere a respirare in un modo da favorire i ricordi.

Ulteriori forme di apprendistato Castaneda le ricevette da doña Soledad, che lo condusse oltre il muro di nebbia a vedere l'«essere parallelo» femminile di lei.

### Epilogo
Dopo aver adempiuto a tutte le indicazioni della regola, don Juan e il suo seguito si erano preparati al distacco definitivo dal mondo quotidiano, che Castaneda aveva già descritto in un libro precedente dal punto di vista della consapevolezza normale.
Ricordandosi di avervi assistito anche nella consapevolezza intensa del lato sinistro, si rammentò che erano stati prima radunati gli apprendisti nella casa di Silvio Manuel, i quali d'ora in poi avrebbero dovuto impegnarsi per conto proprio; Castaneda avrebbe potuto al massimo assistere la Gorda.
Il giorno prima don Juan aveva fatto un ultimo tentativo di far loro attraversare il ponte di quella città: Silvio Manuel ed Eligio tenevano aperta una sorta di fessura verso l'altro mondo, scherzosamente chiamata da Genaro «vagina cosmica», espressione del loro potere di muovere la «ruota del tempo», entro cui farli passare, ma anche questa volta Castaneda rischiò di venire schiacciato dalla totalità del proprio «altro».
Prima del congedo tutti si salutarono, e Silvio Manuel spiegò a Castaneda come riuscire a catturare la volontà con lo sguardo; quindi gli lasciò una formula o incantesimo da ripetere nei momenti di necessità per favorire il distacco della volontà dal quotidiano:
Non ho pensieri, così potrò vedere.
Non temo nulla, così ricorderò me stesso.

Distaccato e sereno, sfreccerò oltre l'Aquila, verso la Libertà.»
Un senso di tristezza e nostalgia invase Castaneda. La sua donna Nagual insieme a tutti i guerrieri del seguito di don Juan sparirono in una fessura, mentre questi lo portò con gli altri apprendisti ad effettuare il salto già descritto dalla cima di una rupe: quelle che aveva ritenuto fossero mere allucinazioni, dal lato sinistro si rivelarono visioni di don Juan e dei suoi guerrieri come luci nel cielo, che ondeggiando assumevano la forma del serpente piumato.

## Edizioni
- Carlos Castaneda, The Eagle's Gift, Simon & Schuster, New York, 1981.
- Carlos Castaneda, Il dono dell'aquila (1983), trad. it. di F. Bandel Dragone, Milano, Rizzoli, 2000 ISBN 978-8817258906.